# Bombardamenti di Pescara
I bombardamenti di Pescara furono una serie di attacchi aerei eseguiti dagli Alleati sulla città adriatica durante la Seconda guerra mondiale.
Le azioni principali si verificarono il 31 agosto, il 14, 17 e 20 settembre e l'8 dicembre del 1943, causando la morte di circa 3000 persone (varie fonti indicano anche un numero di 6000 caduti) e la distruzione di 1265 edifici, il danneggiamento grave di 1335 e lieve di 2150 costruzioni del centro abitato (un totale pari a circa l'80% degli edifici della città).
L'area della città maggiormente colpita dai bombardamenti fu quella centrale, in quanto l'obiettivo strategico principale delle azioni militari era la distruzione della stazione di Pescara Centrale e l'interruzione della ferrovia Adriatica: la zona a nord del fiume fu rasa al suolo, determinando la fuga di massa dei cittadini di Pescara verso i paesi dell'entroterra. Grazie a questi sfollamenti i successivi bombardamenti del 17 e del 20 settembre causarono poche vittime civili poiché la città era stata quasi del tutto abbandonata.

## Il contesto storico
Gli Alleati, sul versante adriatico, erano già nei pressi di Termoli e contavano di arrivare entro Natale a Pescara, per poi raggiungere agevolmente Roma percorrendo la via Tiburtina Valeria. Ma tra gli Alleati e Pescara c'era la Linea Gustav, una imponente linea difensiva voluta da Hitler e coordinata direttamente dal generale Albert Kesselring.
Il bombardamento fu ordinato dal generale Montgomery che aveva l'obiettivo di colpire in maniera decisiva le linee di rifornimento dell'esercito tedesco, che faceva uso della linea ferroviaria. Nonostante la violenza dei bombardamenti, l'impeto dell'attacco alla Linea Gustav ed il contributo della Brigata Maiella,  la difesa dell'esercito tedesco fu strenua e gli scontri si dilungarono per molti mesi in più del previsto, fino all'inizio di giugno del 1944.

## L'attacco del 31 agosto
L'attacco del 31 agosto, è ancora vivido nel ricordo di molti dei sopravvissuti.
Alle ore 13:20 di un caldo pomeriggio d'agosto, la spiaggia era affollata di persone. I bombardieri B-24 del 376th Bombardment Group dell'aeronautica americana  provennero dalla direzione del mare e sganciarono le bombe contro il centro cittadino: l'attacco fu devastante. In modo particolare furono rase al suolo le aree comprese tra le attuali via Nicola Fabrizi e via Firenze nonché il palazzo del governo, che allora ospitava il presidio militare, nonché altre aree limitrofe alla stazione. Ma la stazione non fu colpita.
Si calcola che questo bombardamento abbia causato 1600-1900 vittime, tra morti e feriti

## L'attacco del 14 settembre e la strage della stazione
Il 14 settembre ci fu un secondo attacco, stavolta ben circoscritto all'area della stazione ma estremamente pesante poiché i 37 bombardieri del 376º e 98º gruppo della A.I. F. lanciarono 341 bombe ad alto potenziale esplosivo e incendiario, distruggendo completamente magazzini, scali merci e depositi di rifornimenti della stazione. Fu un'autentica carneficina perché le bombe furono sganciate quando la stazione era gremita di persone: il numero di vittime di quella strage è a tutt'oggi incerto, ma Carlo Colacito, nel suo manoscritto “Pescara durante la guerra (1943-1944)”, testimonia la morte di un numero oscillante tra le 600 e le 2000 persone. Il bombardamento colpì in pieno la stazione, la linea ferroviaria e le aree limitrofe nel lato nord della città in particolare le zone circostanti le attuali Corso Vittorio Emanuele, corso Umberto,  via Ravenna, via Bologna e via Firenze.

## Gli attacchi del 17 e del 20 settembre
I successivi attacchi produssero danni materiali, sempre nella sponda nord del fiume, ma poche vittime civili poiché la popolazione aveva già abbandonato la città, la cui parte settentrionale era quasi completamente rasa al suolo. Pescara era diventata una città fantasma. Infatti, il Comando Tedesco aveva già emanato l'ordine di evacuare la città ed aveva istituito il coprifuoco, sia di giorno che di notte.

## Medaglia d'oro al merito civile
Anche a motivo del pesante costo in vite umane di questi bombardamenti, l'8 febbraio del 2001, il Presidente della Repubblica Carlo Azeglio Ciampi ha conferito alla città la Medaglia d'oro al merito civile.